# Suzuki AX 4
La Suzuki AX 4, también conocida como Suzuki GD110, es una motocicleta de tipo urbana, fabricada por Suzuki, equipada con un motor de cuatro tiempos monocilíndrico y de 110 cc (113cc). Cuenta con rines de aleación, frenos de tambor y un faro halógeno. El fabricante declara un rendimiento de 44.9 Km/l., aunque en realidad ofrece un rendimiento de alrededor de 40 km/l en ciudad. El tope máximo de velocidad es de 70km/h.
Cuenta con un tablero muy completo, en el que se destaca el indicador de cambios/marchas.
La Suzuki AX 4 es la versión de 4 tiempos de la AX100 a la que no vino a sustituir. La motocicleta es comercializada en varios países de Latinoamérica como México, Guatemala, El Salvador, Honduras, Nicaragua, Costa Rica, Panamá, Colombia, Ecuador y Bolivia; así como en países de Asia como Tailandia, Pakistán y Filipinas.

## Características
- Tipo de motor: 4 tiempos enfriado por aire SOHC
- Número de cilindros: 1 cilindro
- Diámetro: 51 mm
- Carrera: 55.2 mm
- Desplazamiento - 112.8 cm³
- Relación de compresión: 9.5:1
- Sistema de combustible: Bencina, Carburador MIKUNI BS22
- Sistema de arranque: Pedal (patada) y eléctrico
- Sistema de lubricación: Bomba húmeda

Dimensiones y peso:
- Largo total: 1900 mm
- Ancho total: 750 mm
- Alto total: 1050 mm
- Distancia entre ejes: 1215 mm
- Distancia al piso: 140 mm
- Altura del asiento: 766 mm
- Peso seco: 100 kg
- Peso neto: 108 kg

Transmisión:
- Embrague: Disco múltiple húmedo
- Transmisión: 4 velocidades
- Patrón de cambios: 4 abajo
- Transmisión final: Cadena KMC 428H de 104 eslabones

Capacidades:
- Tanque gasolina incluida reserva: 9.2 Litros
- Reserva: 1.8 Litros
- Consumos: 58 km/Litro

Chasis:
- Suspensión delantera: Telescópica hidráulica con resorte
- Suspensión trasera: Basculante doble amortiguador ajustable de 5 posiciones
- Freno delantero y trasero: Tambor
- Llanta delantera y trasera: sistema de rayos y cámara.
- Neumático delantero: 2.50 R17 38 L (25 psi)
- Neumático trasero: 2.75 R17 41 P (29/33 psi)

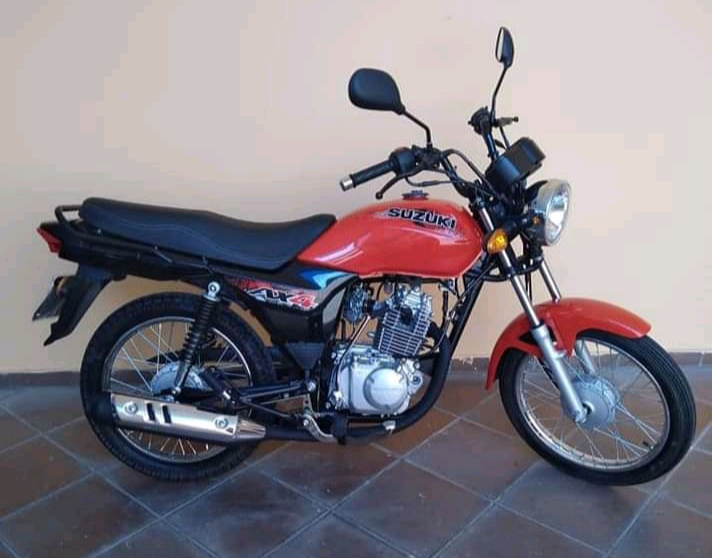
Suzuki AX4 (GD110) comercializada en Colombia y Ecuador. Introducida en 2011 como el reemplazo de la descontinuada AX100 en el mercado colombiano. Hasta 2021 careció de encendido eléctrico

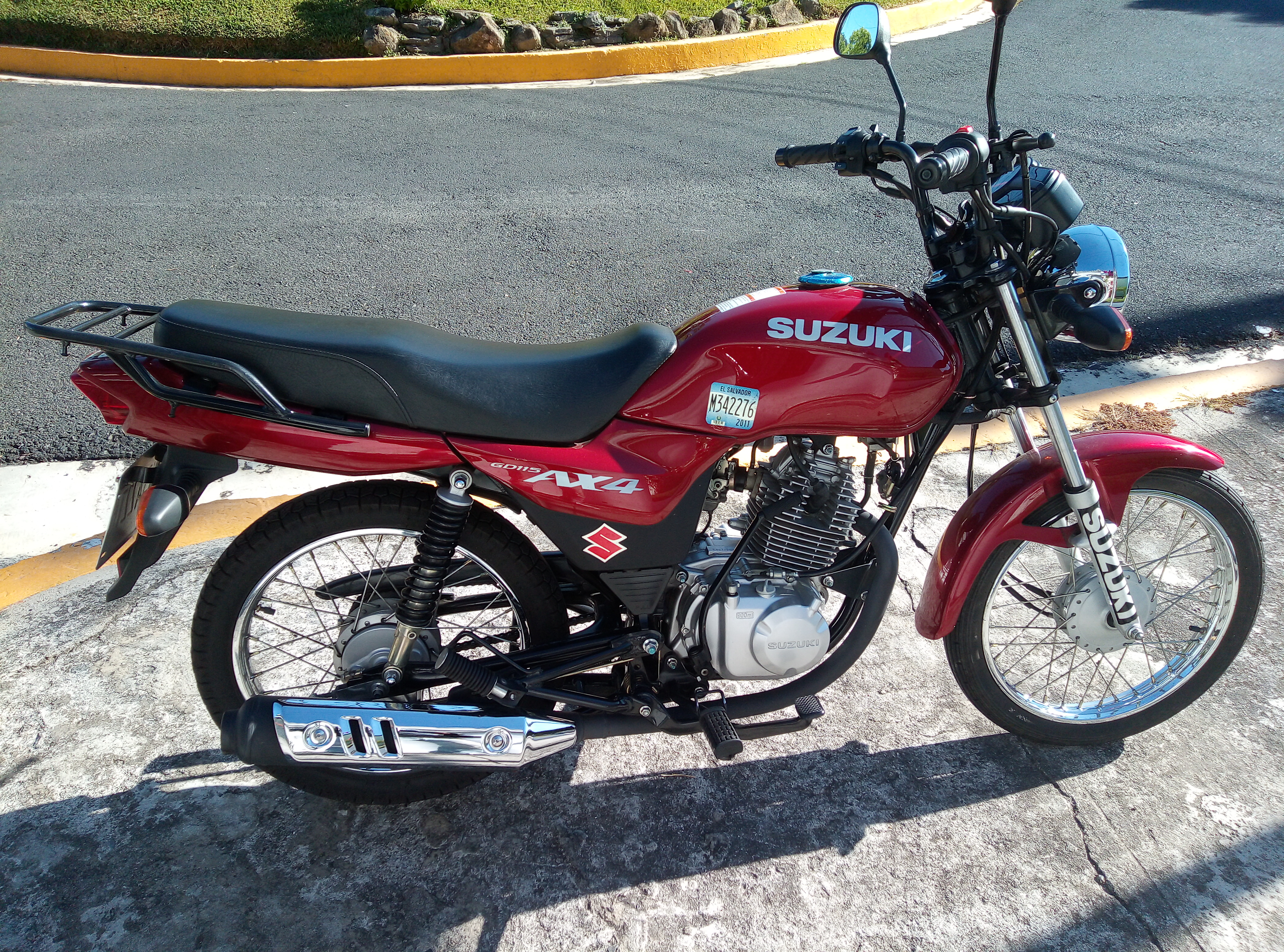
Suzuki AX4 (GD115) comercializada en México y Centroamérica. Es la versión más sencilla y austera, sin indicador de marchas y sin encendido eléctrico

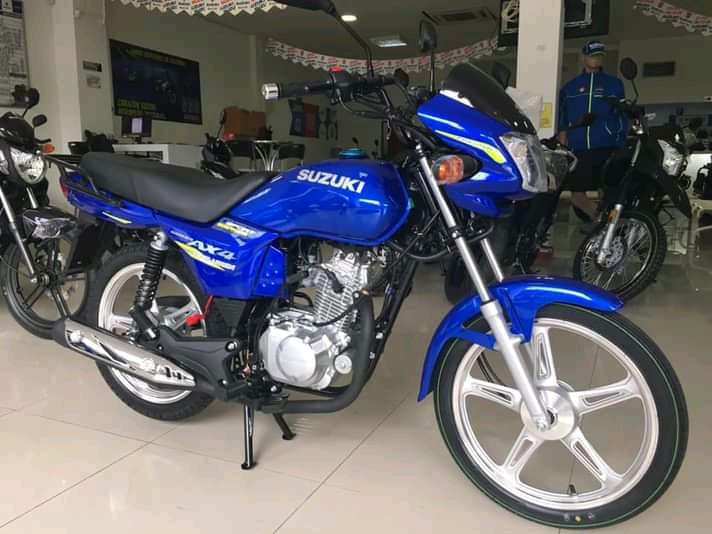
Suzuki AX4 Evolution (GD115S) con carenado deportivo y rines de estrella. Exclusiva de Colombia, Guatemala y Panamá

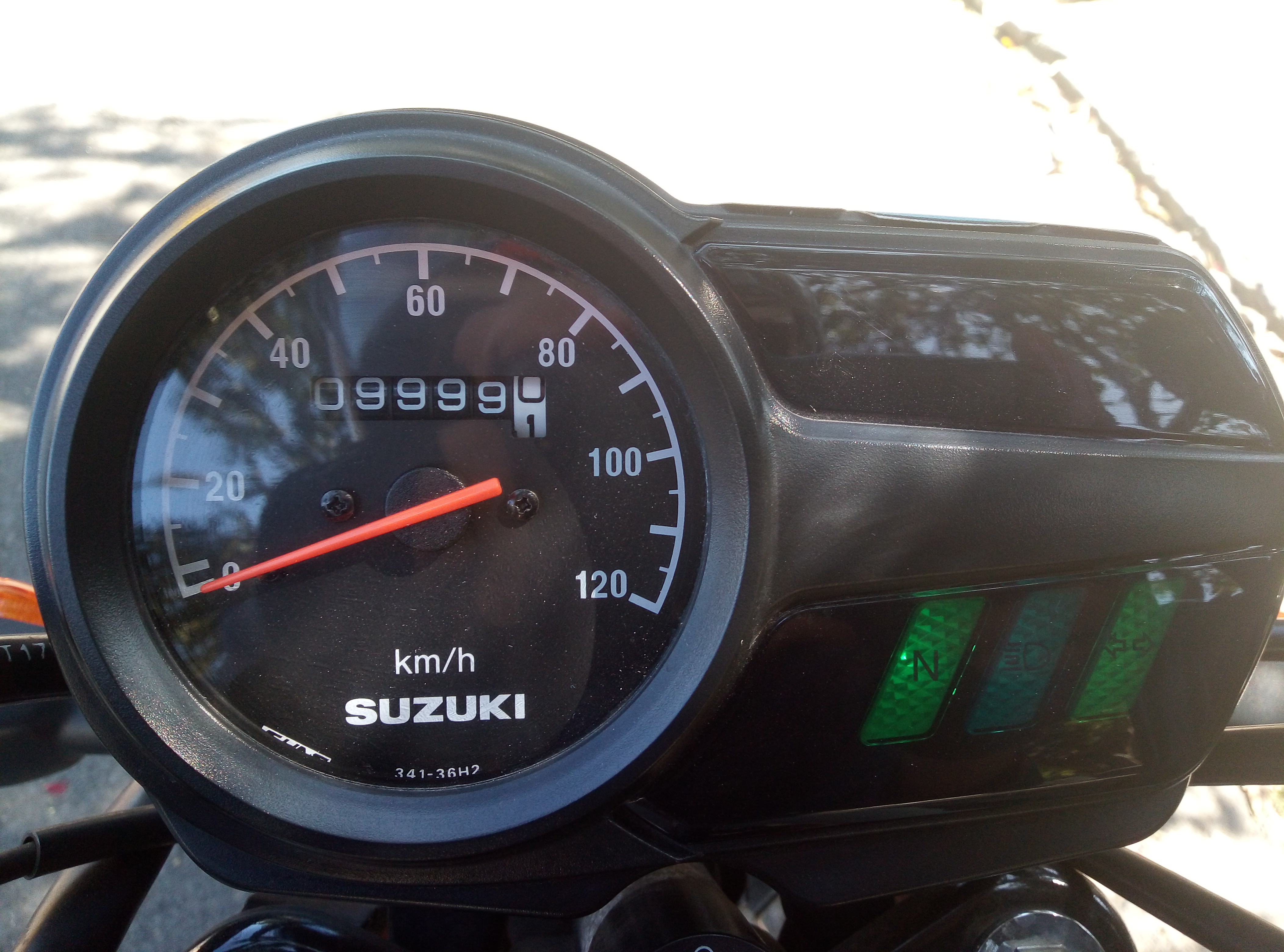
Tablero de Suzuki AX4 (GD115)

Velocidad máxima 110 km/h